# Fanny Winkeler
Fanny Winkeler (soms gespeld als Fanny Winkler) (Merksem, 4 augustus 1912 - Wilrijk, 4 oktober 1985) was een Belgische actrice.

## Levensloop en carrière
Fanny Winkeler stuurde toneel aan het Koninklijk Vlaams Conservatorium in Antwerpen.
Ze speelde aanvankelijk amateurtoneel. Vanaf 1 oktober 1944 was ze verbonden aan de Koninklijke Nederlandse Schouwburg. Ze speelde onder meer de hoofdrol in de stukken "Ninotchka" en "Van muzen en mensen".
In 1959 maakte ze haar televisiedebuut. In 1965 speelde ze in de jeugdreeks Johan en de Alverman. In 1969 speelde ze in Fabian van Fallada. In 1974 speelde Winkler mee in de Nederlandse film Help, de dokter verzuipt!. Haar laatste rol speelde ze in 1979 in Maria Speermalie.
Ze was getrouwd met Ward De Ravet.
Winkeler overleed in 1985 op 73-jarige leeftijd.

## Beknopte filmografie
- Johan en de Alverman, 1965
- Fabian van Fallada, 1969
- Help, de dokter verzuipt!, 1974
- Maria Spermalie, 1979